# Championnat de Grande-Bretagne de Formule 1
Le championnat de Grande-Bretagne de Formule 1 est une compétition automobile qui a existé de manière sporadique entre 1978 et 1982 et qui a succédé au championnat Shell Sport Gr8, organisé en 1976 et 1977.
Il est aussi dénommé championnat de Formule 1 Aurora AFX car la société Aurora en a été le sponsor de 1978 à 1980. Le championnat Aurora AFX a accepté également des Formule 2, afin de compléter les grilles de départ.

## Palmarès
| Années | Vainqueurs        | Monoplaces             | Courses disputées | Pole positions | Victoires | Podiums | Meilleurs tours en course | Points | Marge sur le second |
| ------ | ----------------- | ---------------------- | ----------------- | -------------- | --------- | ------- | ------------------------- | ------ | ------------------- |
| 1978   | Tony Trimmer      | McLaren M23-Cosworth   | 8/12              | 4              | 5         | 8       | 5                         | 149    | 56                  |
| 1979   | Rupert Keegan     | Arrows A1-Cosworth     | 13/15             | 5              | 6         | 6       | 4                         | 65     | 2                   |
| 1980   | Emilio de Villota | Williams FW07-Cosworth | 12/12             | 6              | 6         | 9       | 4                         | 85     | 33                  |
| 1982   | Jim Crawford      | Ensign N180-Cosworth   | 4/5               | 3              | 3         | 3       | 4                         | 34     | 18                  |